# Zazdrość (gmina Biskupiec)
Zazdrość (niem. Sasdrosz, 1930–1945 Falkenheim) – osada w Polsce położona w województwie warmińsko-mazurskim, w powiecie olsztyńskim, w gminie Biskupiec.
W latach 1975–1998 miejscowość należała administracyjnie do województwa olsztyńskiego.